# Ушан Таунсенда
Ушан Таунсенда (лат. Corynorhinus townsendii) — вид рукокрылых семейства гладконосые летучие мыши (Vespertilionidae). Назван в честь американского натуралиста Джона Керка Таунсенда (1809—1851).
Вид распространён в Канаде, США и Мексике. Населяет хвойные леса и редколесья, лиственные прибрежные леса, полупустыни и горные кустарники.
Это средних размеров летучая мышь с очень длинными, гибкими ушами. Мех тёмно-коричневый на спине и древесно-коричневый по бокам, низ бледно-коричневый. Его общая длина составляет около 10 см, причём хвост около 5 см. Размах крыльев около 28 см, весит около 7—12 граммов.
Зимуют в шахтах или пещерах индивидуально или в группах, состоящих из нескольких сотен летучих мышей. В летнее время они укрываются в самых разнообразных местах, в том числе известняковых пещерах, трубах и человеческих сооружениях. В летнее время самки образуют материнские группы.
Самки рожают единственного детёныша массой от 2,1 до 2,7 г. Питаются мелкими молями, которых ловят в воздухе или снимают с листьев. Средняя продолжительность жизни составляет 16 лет.